# Altan Dinçer
Altan Dinçer (Istanbul, 20 maggio 1932 – Istanbul, 12 gennaio 2010) è stato un cestista e allenatore di pallacanestro turco.

## Carriera
Ha iniziato la carriera nel Vefa SK, e successivamente ha militato nel Fenerbahçe e nel Moda Spor Kulübü. Con la Turchia ha disputato 64 partite, prendendo parte a tre edizioni del Europei (1955, 1957, 1961) e alle Olimpiadi 1952.
Nel corso degli anni sessanta e settanta ha allenato il Fenerbahçe.